# Терфель, Брин
Брин Тервель Джонс (англ. Bryn Terfel Jones, [ˈbrɨn ˈtɛrvɛl]) род. 9 ноября 1965, Пант-Глас, Гуинет, Уэльс, Великобритания) — британский валлийский оперный певец (бас-баритон).

## Биография
Брин Тервель Джонс родился в Пант-Гласе, Гуинет, Уэльс, в семье фермера. С детства был знаком с валлийским баритоном Брином Джонсом. С раннего детства Тервель проявлял интерес к музыке. После победы на многочисленных конкурсах он в 1984 году переезжает в Лондон и поступает в Гилдхоллскую школу музыки и театра. В 1989 году Тервель окончил школу с золотой медалью и премией памяти Кэтлин Ферриер.

### Карьера
Оперный дебют Тервеля состоялся в 1990 году в партии Гульельмо в «Так поступают все» в Уэльской национальной опере. В 1991 году на той же сцене он исполнил главную роль в опере «Свадьба Фигаро», вместе с Английской национальной оперой. Его международная оперная карьера началась с исполнения партии Оратора посвящённых в опере «Волшебная флейта» на сцене театра Ла Монне в Брюсселе. В США первое выступление Брина Тервеля состоялось в театре Санта-Фе.
В 1992 году Брин Тервель в Королевском театре Ковент-Гарден сыграл роль Мазетто в опере Дон Жуан, где в главной роли выступил Томас Аллен. В том же году состоялся дебют певца на Зальцбургском Пасхальном фестивале в роли духа из оперы Рихарда Штрауса «Женщина без тени» и в роли пророка в «Саломее». Позже он выступил в Венской государственной опере (Фигаро) и в Ковент-Гарден (Мазетто). В том же году Тервель подписал контракт с лейблом Deutsche Grammophon.
В 2007 году Тервель выступил на гала-концерте в честь открытия мемориала в храме Солт-Лейк, вместе с хором Мормонской Скинии.

### Личная жизнь
Брин Тервель женат на возлюбленной детства, Лесли. У них трое детей: Томоса, Моргана и Дейо Сиона. Семья проживает в Бонтневите, близ Карнарвона, Гуинет. С 2001 года владеет замком Деидраэт (валл. Deudraeth), который он превратил в гостиницу, на окраине живописной деревни Портмейрион в округе Гуинет (Уэльс).

## Признание
Введён в Зал славы журнала Gramophone.